# Stade Edmond Leburton
Le stade Edmond Leburton est une enceinte sportive située à Tubize, en Belgique.
Elle compte 8 100 places. Le stade est le lieu de résidence sportive et administrative du club de football AFC Tubize et d'autres équipes sportives de la commune. Il accueille le Championnat d'Europe de football des moins de 17 ans 2007.
En juillet 2015, le stade a accueilli le west bw festival[réf. nécessaire].

## Origines
Le stade est baptisé en mémoire de l'homme politique et ex-premier ministre belge Edmond Leburton.